# Fisk (série télévisée)
Pour les articles homonymes, voir Fisk.
Fisk est une mini-série australienne en deux saisons de 6 épisodes de 26-28 minutes, créée par Kitty Flanagan et Vincent Sheehan, diffusée depuis le 17 mars 2021 sur le réseau ABC TV. Une deuxième saison sort le 26 octobre 2022. La série est également disponible sur la plate-forme Netflix.

## Synopsis
À la suite de l'échec de son mariage et de sa carrière d'avocate à Sydney, Helen Tudor-Fisk refait sa vie à Melbourne, emménageant chez sa tante May et retrouvant un emploi dans le petit cabinet d'avocats Gruber & Gruber.

## Distribution
- Kitty Flanagan : Helen Tudor-Fisk
- Marty Sheargold : Ray Gruber, partenaire au cabinet Gruber & Gruber
- Julia Zemiro : Roz Gruber, partenaire au cabinet Gruber & Gruber
- Aaron Chen : George, réceptionniste et "Webmaster"
- Debra Lawrance : May, tante de Helen par sa mère
- George Henare : Graham, le mari de May
- John Gaden : Anthony Fisk, le père de Helen, juge à la retraite
- Glenn Butcher : Viktor, le mari d'Anthony et ancien "tipstaff" (assistant de justice)
- Bert La Bonté : William, l'ex-mari de Helen
- Colette Mann : Mrs Popovitch

## Production

### Fiche technique
Sauf indication contraire ou complémentaire, les informations mentionnées dans cette section proviennent du générique de fin de l'œuvre audiovisuelle présentée ici.
- Titre original : Fisk
- Création : Kitty Flanagan et Vincent Sheehan
- Réalisation : Kitty Flanagan et Tom Peterson
- Scénario : Kitty Flanagan et Penny Flanagan
- Photographie : Joanne Donahoe-Beckwith
- Musique : Kit Warhurst
- Sociétés de production : Porchlight Films et Origma Productions
- Société de distribution : ABC TV et Netflix
- Pays de production :  Australie
- Langue originale : anglais
- Format : couleur
- Genre : comédie
- Nombre de saison : 2
- Nombre d'épisode : 12
- Durée : 26-28 minutes
- Date de première diffusion : 17 mars 2021 sur ABC TV

## Épisodes
Les épisodes n'ont pas de titre en français.

## Distinctions
- Australian Academy of Cinema and Television Arts Awards 2021 : meilleure série télévisée de comédie et meilleure performance en comédie[1]
- Séries Mania 2021 : prix de la meilleure comédie[2]
- Logie Awards 2022-2023 : prix de la meilleure actrice populaire pour Kitty Flanagan

## Accueil critique
The Sydney Morning Herald loue « une série sur le monde du travail […] qui fournit abondamment matière pour le genre de comédie acerbe et caustique dans laquelle Flanagan excelle ».
Pour The Guardian, la série, plaisante mais inégale, est prometteuse mais se perd un peu en chemin.
Le Monde salue « une fiction aussi drôle qu’intelligente » dont la réussite « tient à l’aisance avec laquelle Kitty Flanagan impose son personnage ».